# Секундиан, Маркеллиан и Вериан

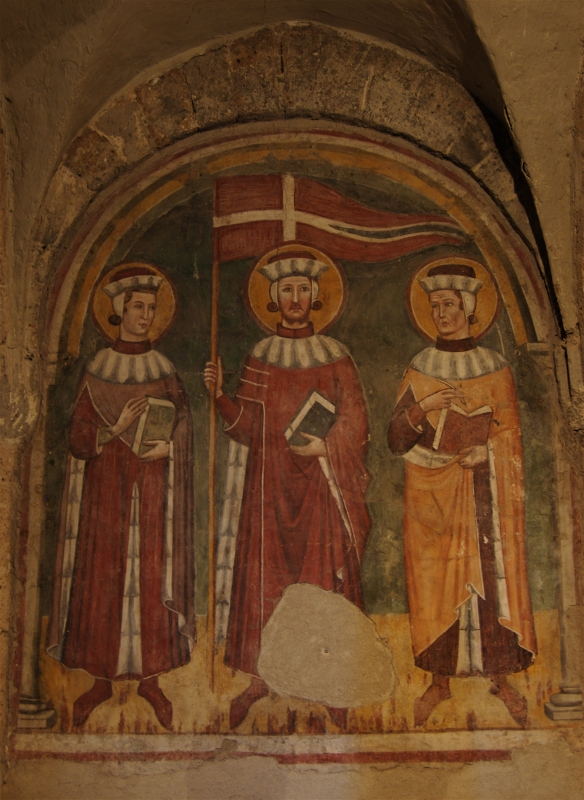

Секундиан, Маркеллиан и Вериан (погибли в 250 году) — святые мученики Римские. День памяти — 9 августа.
Секундиан, Маркеллиан и Вериан (лат.: Secondianus, Marcellianus, and Verianus, итал.: Secondino, Marcelliano, e Veriano) пострадали в Чивитавеккья или Санта Маринелла во время гонений при императоре Декии. Секундиан был сенатором, или иным знатным официальным лицом; Маркеллиан и Вериан были учёными или учениками.
Имена этих святых появляются в Иеронимовом мартирологе на 9 августа.  Codex Epternacense указывает Тускию как место их смерти; Codex Wissemburgense называет место смерти как “Colonia” (необязательно Кёльн); Codex Bernense, наконец, устанавливает место смерти как in Colon(n)i Tusciae via miliario Aureliax XV.  Один из специалистов отождествляет это место с Colonia Iulia Castrumnovum, город в Тускии, расположенный на  Аврелиевой дороге неподалёку от совр. Санта Маринелла (Santa Marinella), что вблизи от Чивитавеккиа.
Согласно одному из источников, они были крещены священником по имени Тимофей, конфирмацию совершил Папа Римский Сикст II. По приказу Декия святые были схвачены префектом Валерианом и обезглавлены в Чивитавеккия. Их тела были брошены в море. В другом источнике место их мученичества обозначено как  appellatur Coloniacum, qui dicitur Colonia ("называемый Coloniacum, что означает, Colonia"), что может быть  Colonia Iulia Castrumnovum.  Их тела были собраны человеком по имени Деодат и похоронены на этом месте.  Согласно третьему источнику, почитание святых было сосредоточено в базилике святого Петра, что в Тускании.
Деяния Фелина и Грациана написаны на основе деяний Секундиана со товарищи.  Сабин Баринг-Гулд пишет, что “т.н. Acts of SS. Gratian and Felinus, использованные как лекции в Arona Passionale, выделены из деяний св. Флорентина со товарищи, мучеников, пострадавших в Перудже и поминаемых в тот же день. Но и эти Жития, в свою очередь, неоригинальны; по существу они являются деяниями свв.Секундиана со товарищи.